# UCI ProTour 2007
UCI ProTour 2007 er den tredje sæson, hvor UCI arrangerer sin Protour, ProTour-holdene er garanteret en plads og er forpligtet til at stille op i alle ProTour løbene.
Efter flere dopingskandaler de sidste år, sidst med Floyd Landis' positive testosterontest i Tour de France 2006, blev Phonak-holdet opløst, da den nye sponsor iShares bestemte sig for at ikke at gå ind i cykelsporten. Licensen blev givet til Unibet.com-holdet, mens Liberty Seguros-lisensen blev givet til Astana-holdet.
Danilo Di Luca så længe ud til at gå med sejren at vinde sammenlagt, men efter at den italienske olympiske komité udelukkede Di Luca i tre måneder for hans forbindelser til en dopinglæge, bestemte UCI at ekskludere ham fra konkurrencen.

## 2007 ProTour løb
| Dato               | Løb                      | Land              | Vinder               | Nationalitet | Hold              |
| ------------------ | ------------------------ | ----------------- | -------------------- | ------------ | ----------------- |
| 11. - 18. marts    | Paris-Nice               | Frankrig          | Alberto Contador     | Spanien      | Discovery Channel |
| 14. – 20. marts    | Tirreno-Adriatico        | Italien           | Andreas Klöden       | Tyskland     | Astana            |
| 24. marts          | Milano-Sanremo           | Italien           | Óscar Freire         | Spanien      | Rabobank          |
| 8. april           | Flandern Rundt           | Belgien           | Alessandro Ballan    | Italien      | Lampre-Fondital   |
| 9. – 14. april     | Baskerlandet Rundt       | Spanien           | Juan José Cobo       | Spanien      | Saunier Duval     |
| 11. april          | Gent-Wevelgem            | Belgien           | Marcus Burghardt     | Tyskland     | T-Mobile          |
| 15. april          | Paris-Roubaix            | Frankrig          | Stuart O'Grady       | Australien   | CSC               |
| 22. april          | Amstel Gold Race         | Holland           | Stefan Schumacher    | Tyskland     | Gerolsteiner      |
| 25. april          | La Flèche Wallonne       | Belgien           | Davide Rebellin      | Italien      | Gerolsteiner      |
| 29. april          | Liège-Bastogne-Liège     | Belgien           | Danilo Di Luca       | Italien      | Liquigas          |
| 1. – 6. maj        | Romandiet Rundt          | Schweiz           | Thomas Dekker        | Holland      | Rabobank          |
| 12. maj – 3. juni  | Giro d'Italia            | Italien           | Danilo Di Luca       | Italien      | Liquigas          |
| 21. – 27. maj      | Katalonien Rundt         | Spanien           | Vladimir Karpets     | Rusland      | Caisse d'Epargne  |
| 10. – 17. juni     | Dauphiné Libéré          | Frankrig          | Christophe Moreau    | Frankrig     | Ag2r              |
| 16. – 24. juni     | Tour de Suisse           | Schweiz           | Vladimir Karpets     | Rusland      | Caisse d'Epargne  |
| 24. juni           | TTT Eindhoven            | Holland           | holdløb              | Danmark      | Team CSC          |
| 7. – 29. juli      | Tour de France           | Frankrig          | Alberto Contador     | Spanien      | Discovery Channel |
| 4. august          | Clásica de San Sebastián | Spanien           | Leonardo Bertagnolli | Italien      | Liquigas          |
| 10. – 18. august   | Tyskland Rundt           | Tyskland          | Jens Voigt           | Tyskland     | CSC               |
| 19. august         | Vattenfall Cyclassics    | Tyskland          | Alessandro Ballan    | Italien      | Lampre-Fondital   |
| 22. – 29. august   | ENECO Tour               | Belgien · Holland | Iván Gutiérrez       | Spanien      | Caisse d'Epargne  |
| 2. september       | GP Ouest-France          | Frankrig          | Thomas Voeckler      | Frankrig     | Bouygues Télécom  |
| 1. – 23. september | Vuelta a España          | Spanien           | Denis Mensjov        | Rusland      | Rabobank          |
| 9. – 15. september | Polen Rundt              | Polen             | Johan Vansummeren    | Belgien      | Predictor-Lotto   |
| 7. oktober         | Züri-Metzgete*           | Schweiz           | -                    | -            | -                 |
| 14. oktober        | Paris-Tours              | Frankrig          | Alessandro Petacchi  | Italien      | Team Milram       |
| 20. oktober        | Lombardiet Rundt         | Italien           | Damiano Cunego       | Italien      | Lampre-Fondital   |

*Aflyst pga. sponsormangel

## UCI ProTour 2007 point system
| Placering  | Tour de France | Giro d'Italia Vuelta a España | Milano-Sanremo Flandern Rundt Paris-Roubaix Liège-Bastogne-Liège Giro di Lombardia Mindre etapeløb | Mindre en-dags løb |
| ---------- | -------------- | ----------------------------- | -------------------------------------------------------------------------------------------------- | ------------------ |
| Sammenlagt |                |                               | |                    |
| 1. plads   | 100            | 85                            | 50                                                                                                 | 40                 |
| 2. plads   | 75             | 65                            | 40                                                                                                 | 30                 |
| 3. plads   | 60             | 50                            | 35                                                                                                 | 25                 |
| 4. plads   | 55             | 45                            | 30                                                                                                 | 20                 |
| 5. plads   | 50             | 40                            | 25                                                                                                 | 15                 |
| 6. plads   | 45             | 35                            | 20                                                                                                 | 11                 |
| 7. plads   | 40             | 30                            | 15                                                                                                 | 7                  |
| 8. plads   | 35             | 26                            | 10                                                                                                 | 5                  |
| 9. plads   | 30             | 22                            | 5                                                                                                  | 3                  |
| 10. plads  | 25             | 19                            | 2                                                                                                  | 1                  |
| 11. plads  | 20             | 16                            | |                    |
| 12. plads  | 15             | 13                            | |                    |
| 13. plads  | 12             | 11                            | |                    |
| 14. plads  | 10             | 9                             | |                    |
| 15. plads  | 8              | 7                             | |                    |
| 16. plads  | 6              | 5                             | |                    |
| 17. plads  | 5              | 4                             | |                    |
| 18. plads  | 4              | 3                             | |                    |
| 19. plads  | 3              | 2                             | |                    |
| 20. plads  | 2              | 1                             | |                    |
| Etapesejre |                |                               | |                    |
| 1. plads   | 10             | 8                             | 3                                                                                                  |                    |
| 2. plads   | 5              | 4                             | 2                                                                                                  |                    |
| 3. plads   | 3              | 2                             | 1                                                                                                  |                    |

- Hvis rytteren ikke deltager i UCI ProTour, vil pointene ikke blive delt ud.
- De bedste 20 hold får point efter skalaen 20-19-18...-1.
- Holdtidskørsel giver ikke point til rytterene.
- De fem bedste ryttere i hvert land får bonuspoint.

## Hold
UCI ProTour 2007 består af følgende hold:
| Kode | Offisielt holdnavn                          | Land     | Hjemmeside                                                                    |
| ---- | ------------------------------------------- | -------- | ----------------------------------------------------------------------------- |
| AGR  | Ag2r Prévoyance                             | Frankrig | www.ag2r-cyclisme.com Arkiveret 21. maj 2007 hos Wayback Machine              |
| AST  | Astana Team                                 | Schweiz  | www.astanawurth.com Arkiveret 19. marts 2016 hos Wayback Machine              |
| BTL  | Bouygues Télécom                            | Frankrig | www.equipebouyguestelecom.fr                                                  |
| GCE  | Caisse d'Epargne                            | Spanien  | www.cyclisme-caisse-epargne.fr Arkiveret 9. november 2006 hos Wayback Machine |
| COF  | Cofidis                                     | Frankrig | www.equipe-cofidis.com                                                        |
| C.A  | Crédit Agricole                             | Frankrig | www.credit-agricole.fr Arkiveret 13. oktober 2005 hos Wayback Machine         |
| CSC  | Team CSC                                    | Danmark  | www.team-csc.com Arkiveret 8. februar 2006 hos Wayback Machine                |
| DSC  | Discovery Channel Pro Cycling Team          | USA      | team.discovery.com Arkiveret 20. oktober 2006 hos Wayback Machine             |
| PRL  | Predictor-Lotto (tidligere Davitamon-Lotto) | Belgien  | www.davitamon-lotto.com Arkiveret 20. oktober 2006 hos Wayback Machine        |
| EUS  | Euskaltel-Euskadi                           | Spanien  | www.fundacioneuskadi.com Arkiveret 4. november 2005 hos Wayback Machine       |
| FDJ  | Française des Jeux                          | Frankrig | www.fdjeux.com                                                                |
| GST  | Gerolsteiner                                | Tyskland | www.gerolsteiner.de Arkiveret 24. oktober 2005 hos Wayback Machine            |
| LAM  | Lampre-Fondital                             | Italien  | www.lampre-fondital.com Arkiveret 2. april 2006 hos Wayback Machine           |
| LIQ  | Liquigas                                    | Italien  | www.teamliquigas.it Arkiveret 10. marts 2007 hos Wayback Machine              |
| MRM  | Team Milram                                 | Italien  | www.team-milram.de                                                            |
| QSI  | Quick Step-Innergetic                       | Belgien  | www.qsi-cycling.com Arkiveret 4. oktober 2006 hos Wayback Machine             |
| RAB  | Rabobank                                    | Holland  | www.rabobank.nl Arkiveret 20. marts 2007 hos Wayback Machine (Hollandsk)      |
| SDV  | Saunier Duval-Prodir                        | Spanien  | www.saunierduvalteam.com                                                      |
| TMO  | T-Mobile Team                               | Tyskland | www.t-mobile-team.com                                                         |
| UNI  | Unibet.com Cycling Team                     | Sverige  | www.unibetcycling.com Arkiveret 28. oktober 2006 hos Wayback Machine          |

## Resultater

### Individuelle point
Opdateret pr. 20. oktober 2007 (efter Lombardiet Rundt)
| Rang | Tidligere rang | Navn               | Nationalitet | Hold              | Point |
| ---- | -------------- | ------------------ | ------------ | ----------------- | ----- |
| 1    | 2              | Cadel Evans        | Australien   | Predictor-Lotto   | 247   |
| 2    | 6              | Davide Rebellin    | Italien      | Gerolsteiner      | 197   |
| 3    | 3              | Alberto Contador   | Spanien      | Discovery Channel | 191   |
| 4    | 4              | Alejandro Valverde | Spanien      | Caisse d'Epargne  | 190   |
| 5    | 5              | Óscar Freire       | Spanien      | Rabobank          | 182   |
| 6    | 7              | Denis Mensjov      | Rusland      | Rabobank          | 172   |
| 7    | 15             | Damiano Cunego     | Italien      | Lampre            | 165   |
| 8    | 8              | Kim Kirchen        | Luxembourg   | T-Mobile          | 165   |
| 9    | 12             | Samuel Sanchez     | Spanien      | Euskaltel         | 159   |
| 10   | 9              | Vladimir Karpets   | Rusland      | Caisse d'Epargne  | 145   |

240 cykelryttere fik mindst 1 point i UCI ProTour 2007.

#### Tidligere ledere
| Periode                | Rytter           | Hold              |
| ---------------------- | ---------------- | ----------------- |
| 18. oktober-           | Cadel Evans      | Predictor-Lotto   |
| 3. juni – 18. oktober* | Danilo Di Luca   | Liquigas          |
| 22. april – 3 juni     | Davide Rebellin  | Gerolsteiner      |
| 15. april – 22. april  | Stuart O'Grady   | CSC               |
| 11. april – 15. april  | Oscar Freire     | Rabobank          |
| 28. marts – 11. april  | Alberto Contador | Discovery Channel |

- Danilo Di Luca blev ekskluderet efter at den italienske olympiske komité udelukkede ham fra alle konkurrencer i tre måneder.

### Holdkonkurrencen
Opdateret pr. 20. oktober 2007
| Plads | Hold                             | Nation   | Point |
| ----- | -------------------------------- | -------- | ----- |
| 1     | Team CSC                         | Danmark  | 392   |
| 2     | Liquigas                         | Italien  | 354   |
| 3     | Caisse d'Epargne                 | Spanien  | 337   |
| 4     | AG2R Prévoyance                  | Frankrig | 324   |
| 5     | Quick Step-Innergetic            | Belgien  | 210   |
| 6     | Saunier Duval-Prodir             | Spanien  | 306   |
| 7     | Discovery Channel                | USA      | 300   |
| 8     | Rabobank                         | Holland  | 300   |
| 9     | Predictor-Lotto                  | Belgien  | 293   |
| 10    | Lampre-Fondital                  | Italien  | 258   |
| 11    | Euskaltel-Euskadi                | Spanien  | 227   |
| 12    | Astana                           | Schweiz  | 218   |
| 13    | T-Mobile Team                    | Tyskland | 212   |
| 14    | Gerolsteiner                     | Tyskland | 207   |
| 15    | Crédit Agricole                  | Frankrig | 182   |
| 16    | Bouygues Télécom                 | Frankrig | 178   |
| 17    | Cofidis, Le Crédit par Téléphone | Frankrig | 177   |
| 18    | Team Milram                      | Italien  | 148   |
| 19    | Française des Jeux               | Frankrig | 137   |
| 20    | Unibet.com                       | Sverige  | 127   |

### Nationkonkurrencen
Opdateret pr. 20. oktober 2007
| Plads | Nation     | Point |
| ----- | ---------- | ----- |
| 1     | Spanien    | 849   |
| 2     | Italien    | 728   |
| 3     | Australien | 520   |
| 4     | Rusland    | 437   |
| 5     | Luxembourg | 377   |
| 6     | Tyskland   | 337   |
| 7     | Holland    | 293   |
| 8     | Belgien    | 281   |
| 9     | USA        | 215   |
| 10    | Frankrig   | 180   |
|       |            |       |
| 17    | Danmark    | 35    |

- Ryttere fra 30 nationer fik mindst et point